# Chris Brown (Eishockeyspieler)
Christopher James „Chris“ Brown (* 3. Februar 1991 in Flower Mound, Texas) ist ein ehemaliger US-amerikanischer Eishockeyspieler, der im Verlauf seiner aktiven Karriere zwischen 2009 und 2025 unter anderem 305 Spiele für die Iserlohn Roosters, Nürnberg Ice Tigers und Schwenninger Wild Wings in der Deutschen Eishockey Liga (DEL) auf der Position des Centers bestritten hat. Darüber hinaus absolvierte Browns über 300 weitere Partien in der American Hockey League (AHL) und stand in 23 Begegnungen für die Phoenix Coyotes sowie Washington Capitals in der National Hockey League (NHL) auf dem Eis.

## Karriere

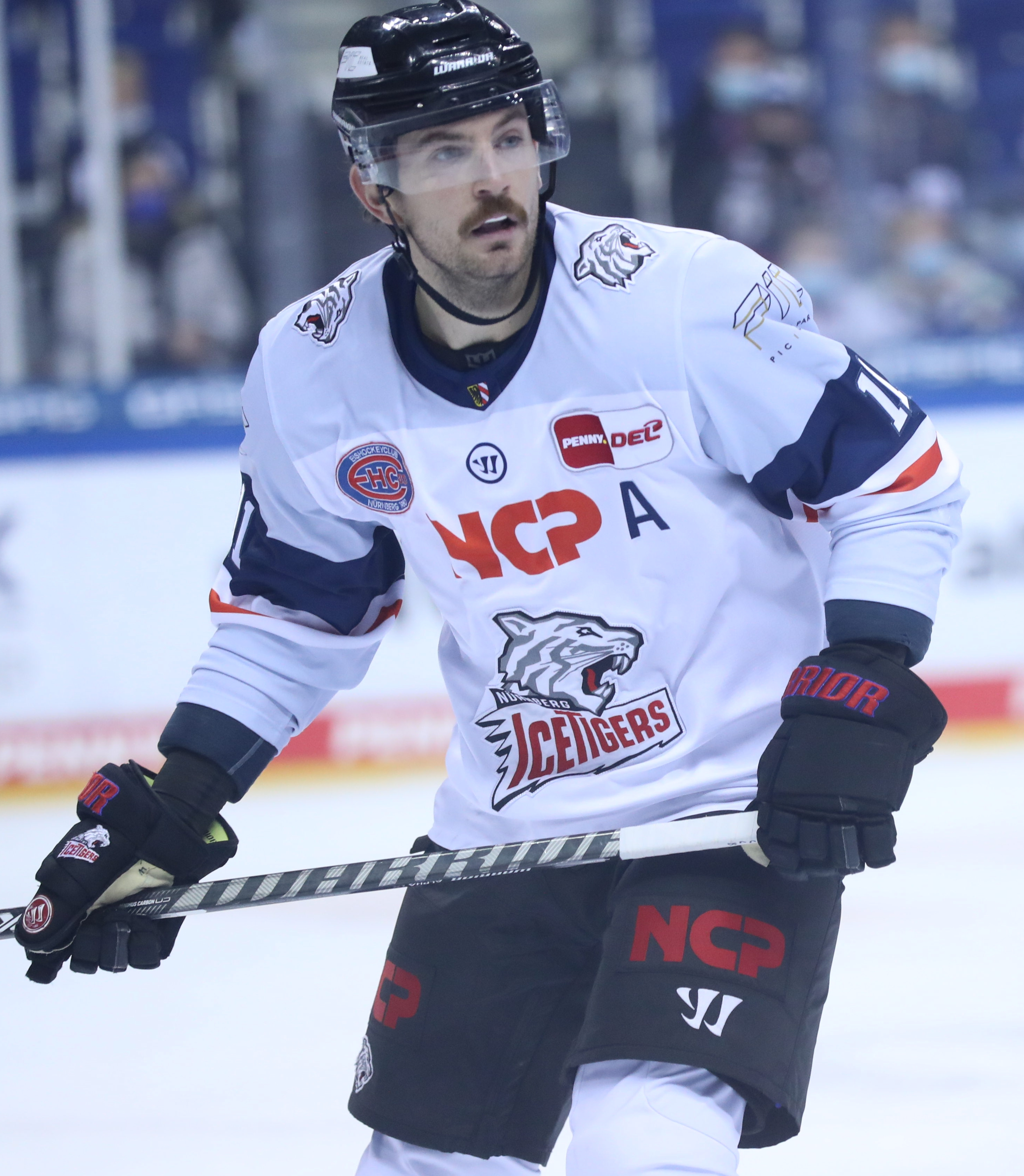
Brown im Trikot der Nürnberg Ice Tigers (2021)

Brown durchlief in seiner Juniorenzeit das National Team Development Program des US-amerikanischen Verbandes USA Hockey. Für das Programm spielte er zwischen 2007 und 2009 in der North American Hockey League (NAHL) und wurde im Anschluss daran im NHL Entry Draft 2009 in der zweiten Runde an 36. Position von den Phoenix Coyotes aus der National Hockey League (NHL) ausgewählt. Der Mittelstürmer entschied sich aber zunächst für ein dreijähriges Studium an der University of Michigan. Parallel spielte er für deren Eishockeymannschaft in der Central Collegiate Hockey Association (CCHA), einer Division der National Collegiate Athletic Association (NCAA), und gewann mit dem Team am Ende der Saison 2009/10 die Divisionsmeisterschaft.
Nachdem Brown im März 2012 von den Phoenix Coyotes unter Vertrag genommen worden war, kam er mit Beginn der Saison 2012/13 beim Coyotes-Farmteam, den Portland Pirates, in der American Hockey League (AHL) zum Einsatz. Im Verlauf der Spielzeit feierte er aber auch sein NHL-Debüt für die Coyotes. Ähnlich verlief das Spieljahr 2013/14, in dem er ebenfalls sporadisch zu NHL-Einsätzen kam. Im März 2014 wurde Brown mit Rostislav Klesla und einem Viertrunden-Wahlrecht im NHL Entry Draft 2015 zu den Washington Capitals transferiert, die im Gegenzug Martin Erat und John Mitchell an Phoenix abgaben. Der Hauptstadtklub gab Brown umgehend an sein AHL-Farmteam Hershey Bears ab, wo der Angreifer mit einigen Ausnahmen bis zum Februar 2016 spielte. In einem erneuten Transfergeschäft wechselte er im Tausch für Ryan Bourque in die Organisation der New York Rangers, wo er im restlichen Verlauf der Saison 2015/16 bei den Hartford Wolf Pack in der AHL zum Einsatz kam.
Dort verbrachte der Stürmer aufgrund seines laufenden Vertrags auch die folgende Spielzeit, ehe er im Juli 2017 erstmals in seiner Karriere nach Europa wechselte und sich den Iserlohn Roosters aus der Deutschen Eishockey Liga (DEL) anschloss. Nach einem Jahr im Sauerland zog er innerhalb der DEL zu den Nürnberg Ice Tigers weiter, wo der US-Amerikaner schlussendlich vier Spielzeiten verbrachte. Im Juni 2022 kehrte Brown für eine Saison nach Iserlohn zurück und wechselte anschließend zum HC Slovan Bratislava in die slowakische Extraliga. Dort spielte er allerdings nur bis Mitte Dezember 2023, bevor er nach 24 Einsätzen gemeinsam mit Shawn Lalonde aus seinem Vertrag entlassen wurde. Brown kehrte daraufhin umgehend in die DEL zurück, wo ihn die Schwenninger Wild Wings mit einem Vertrag bis zum Saisonende ausstatteten. Danach wechselte der US-Amerikaner für ein Jahr zum ungarischen Klub Fehérvár AV19 aus der ICE Hockey League. Im März 2025 beendete der 34-Jährige seine aktive Karriere.

### International
Brown spielte für sein Heimatland bei der World U-17 Hockey Challenge 2008, der U18-Junioren-Weltmeisterschaft 2009 und der U20-Junioren-Weltmeisterschaft 2011. Dabei konnte er bei jedem der drei internationalen Turniere eine Medaille gewinnen, darunter der Weltmeistertitel mit den U18-Junioren bei der Heim-WM im Jahr 2009.

## Erfolge und Auszeichnungen
- 2010 Mason-Cup-Gewinn mit der University of Michigan
- 2010 CCHA All-Rookie Team

### International
- 2008 Silbermedaille bei der World U-17 Hockey Challenge
- 2009 Goldmedaille bei der U18-Junioren-Weltmeisterschaft
- 2011 Bronzemedaille bei der U20-Junioren-Weltmeisterschaft

## Karrierestatistik

### International
Vertrat die USA bei:
- World U-17 Hockey Challenge 2008
- U18-Junioren-Weltmeisterschaft 2009
- U20-Junioren-Weltmeisterschaft 2011

(Legende zur Spielerstatistik: Sp oder GP = absolvierte Spiele; T oder G = erzielte Tore; V oder A = erzielte Assists; Pkt oder Pts = erzielte Scorerpunkte; SM oder PIM = erhaltene Strafminuten; +/− = Plus/Minus-Bilanz; PP = erzielte Überzahltore; SH = erzielte Unterzahltore; GW = erzielte Siegtore; 1 Play-downs/Relegation; Kursiv: Statistik nicht vollständig)